# Dejanira (żona Pelazgosa)
Dejanira (gr. Δηίaνειρα Dēíaneira, łac. Deianira) – w mitologii greckiej żona Pelazgosa, miała z nim syna Likaona, władcę Arkadii. Wedle innych przekazów matką Likaona była nimfa Kyllene lub okeanida Meliboja.